# Лоренсо III Суарес де Фигероа
Лоренсо III Суарес де Фигероа (исп. Lorenzo III Suárez de Figueroa; 1505 — 22 августа 1528) — испанский дворянин, 3-й граф Ферия (1506—1528).

## Биография
Лоренсо III Суарес де Фигероа был сыном Гомеса II Суареса де Фигероа (1461—1506), 2-го графа Ферия, и Марии Альварес де Толедо, дочери Гарсии Альвареса де Толедо и Каррильо де Толедо, 1-го герцога Альба.
Несмотря на короткую жизнь, 3-й граф Ферия принял фундаментальные решения для будущего дома де Ферия, заключив выгодный брак с представительницей знатнейшего кастильского рода. В 1518 году он женился на Каталине Фернандес де Кордова-и-Энрикес (1495—1569), 2-й маркизе Приего (1517—1569) и сеньоре из домов Кордова и Агилар.
Брак Лоренсо III с Каталиной был первой попыткой объединить дома Ферия и Приего в один дворянский дом. Несмотря на то, что маркизат Прьего и графство Фериа не были равны в имущественном и ранговом положении. Маркизы Приего, носившие титул гранда Испании, находились выше графов де Ферия. По этой причине дети пары поставили фамилию Фернандес де Кордова перед фамилией Суареса де Фигероа, назвав себя Фернандес де Кордоба-и-Фигероа, а графу Ферия пришлось поставить титул маркиза де Приего перед титулом графа. Были и другие капитуляции в пользу маркизата, такие как принятие орла Сан-Хуана на гербе брака, которые позже со временем были отменены благодаря пониманию и доброй воле маркизы.
Во время своего правления 3-й граф Ферия оставался верным монархии, как по традиции, так и потому, что иначе и быть не могло, поскольку авторитаризм дома Габсбургов не оставлял лазеек для неподчинения.
Его услуги императору Священной Римской империи во время восстания комунерос в Кастилии были вознаграждены постом старшего алькайльда Кордовы и владением Алькасаба-де-Антекера.
Позже он занимал придворные должности как дворянин императора Карлоса V или как член императорского совета. У графа была отличная библиотека, что свидетельствует о его хорошем интеллектуальном уровне.
Что касается губернаторства Кондадо-де-Ферия, он купил город Сальватьерра-де-лос-Баррос у Педро де Солиса в 1520 году и утвердил первые муниципальные постановления Сафры в 1528 году.
Он основал монастырь Санта-Марина в 1521 году, а в 1526 году — монастырь Креста за стенами.
Лоренсо III умер, оставив свою жену на попечении их шестерых несовершеннолетних детей. В отличие от своих предков, он похоронен не в Сафре, а в Монтилье.
Ему наследовал его старший сын Педро I Фернандес де Кордова-и-Фигероа, 4-й граф Ферия.

## Дети
- Педро Фернандес де Кордоба-и-Фигероа (1518—1552), старший сын, 4-й граф Ферия, но не унаследовал маркизата Приего, потому что умер раньше своей матери в 1552 году.
- Гомес Суарес де Фигероа-и-Фернандес де Кордова (1523—1571), 5-й граф Ферия и 1-й герцог Ферия. После смерти своего старшего брата он унаследовал графство Ферия, так как его родственный характер помешал его дочери Каталине унаследовать его, которая действительно стала маркизой Приего. В 1567 году король Филипп II пожаловал ему титул герцога Ферия.
- Альфонсо Фернандес де Кордова-и-Фигероа (+ 1589), 1-й маркиз Вильяфранка (1574—1589), с 1563 года был женат на своей племяннице Каталине Фернандес де Кордова и Понсе де Леон (1547—1574).
- Мария Суарес де Фигероа-и-Фернандес де Кордова, муж — Луис Понсе де Леон-и-Тельес-Хирон (1512—1573), 2-й герцог де Аркос.
- Антонио Фернандес де Кордова-и-Фигероа, кардинал и каноник собора Кордовы
- Лоренсо Суарес де Фигероа-и-Фернандес де Кордова, епископ Сигуэнсы (1579—1605).